# Balmoral Castle

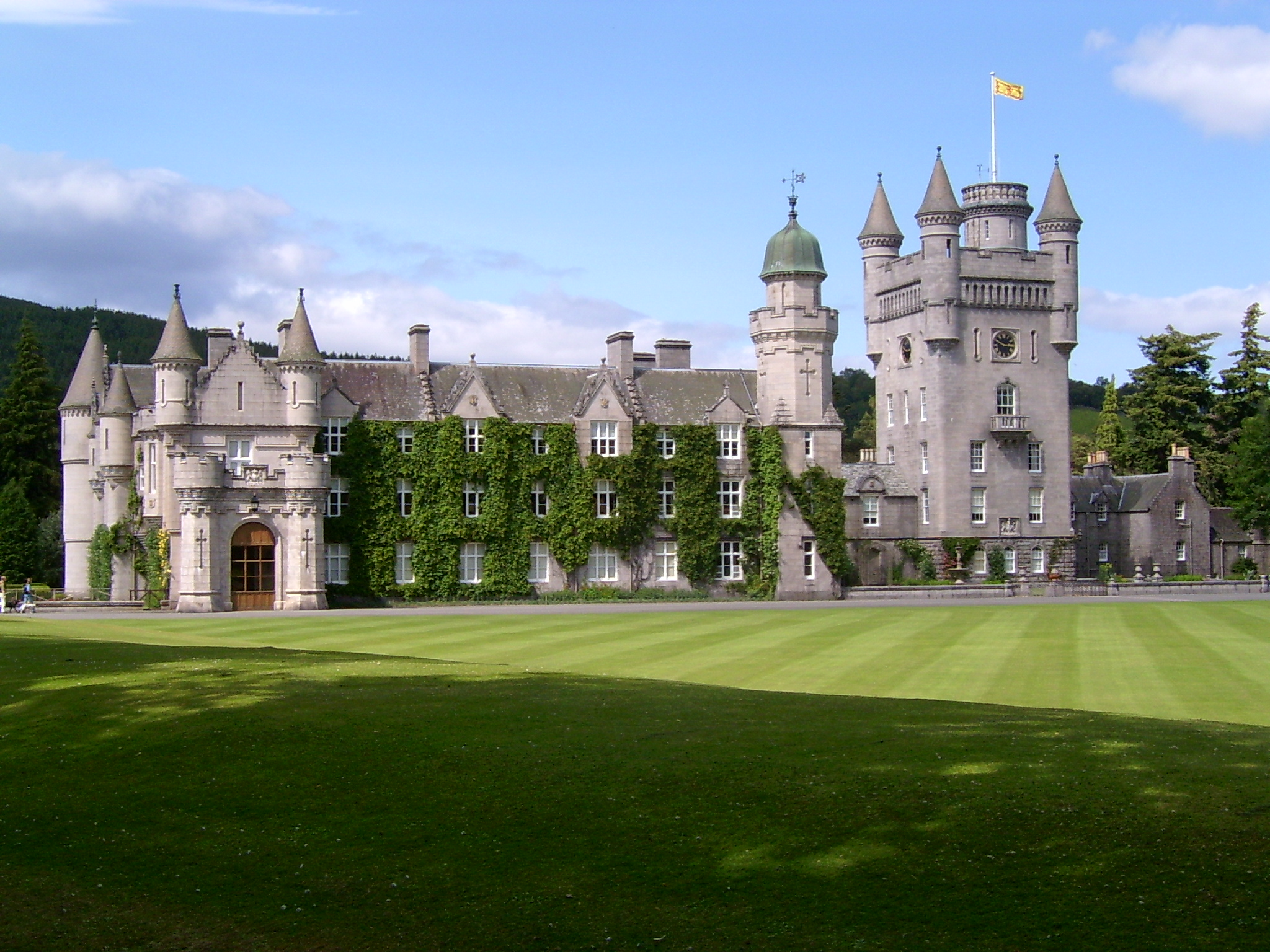
Balmoral Castle von der Südseite gesehen

Balmoral Castle [bælˈmɒrəl] ist ein Schloss am Fluss Dee unterhalb des Berges Lochnagar in der Civil parish Crathie and Braemar in Aberdeenshire in Schottland. Der Name „Royal Deeside“, der die Landschaft am Oberlauf des Dee bezeichnet, geht auf die königlichen Eigentümer zurück. Es war die Sommerresidenz der britischen Königin Elisabeth II., die dort am 8. September 2022 starb. Sie hielt sich dort jährlich zwischen August und Oktober für etwa zwölf Wochen auf. Das Schloss ist privates Eigentum der britischen Königsfamilie und nicht Teil des Crown Estate.

## Geschichte

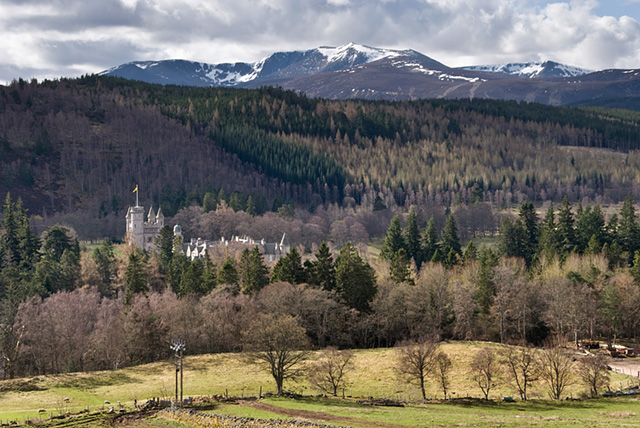
Lage unterhalb des Berges Lochnagar

Das ursprüngliche Schloss wurde im 14. Jahrhundert als Sitz von Sir William Drummond gebaut. Das Gebiet hatte zuvor König Robert II. als Jagdrevier gedient. In der Folgezeit wechselte das Schloss mehrfach den Eigentümer, bis es von James Duff, 2. Earl Fife, erworben wurde. Dieser vermietete es 1848 an Königin Victoria und Prinz Albert als Urlaubsdomizil. Da beide von der schottischen Landschaft fasziniert waren, erwarb Albert Anfang der 1850er Jahre Balmoral Castle vom Earl als Privatbesitz. Als Ersatz für das bestehende Schlösschen wurde ein großer Neubau in neugotischem Stil errichtet. Die offizielle Residenz des jeweiligen Monarchen in Schottland ist bis heute Holyrood Palace in der Hauptstadt Edinburgh, den Elisabeth II. jährlich für etwa eine Woche bewohnte.
Der Landsitz umfasst etwa 243 km², wozu auch mehrere kleine Dörfer gehören. Etwa 50 Mitarbeiter sind ganzjährig auf Balmoral beschäftigt, mehr als doppelt soviel in der Saison. In den nordisch-kühlen Highlands wird vor allem Holz produziert; das Lachsangeln im Fluss Dee, der am Rand des Schlossparks vorbeifließt, und die Jagd auf schottische Moorschneehühner (red grouse) oder Raufußhühner, die aufgrund des windgetrieben schnellen, hohen und wellenförmigen Fluges der Vögel eine anspruchsvolle Herausforderung für Flintenschützen darstellt, gehörten seit jeher zu den Attraktionen.
1987 wurde das Anwesen in das Inventory of Gardens and Designed Landscapes in Scotland aufgenommen. Deshalb ist das Schloss als Kategorie-A-Denkmal geschützt und bildet außerdem mit verschiedenen Außenbauwerken ein Denkmalensemble der Kategorie A.

## Der Gebäudekomplex

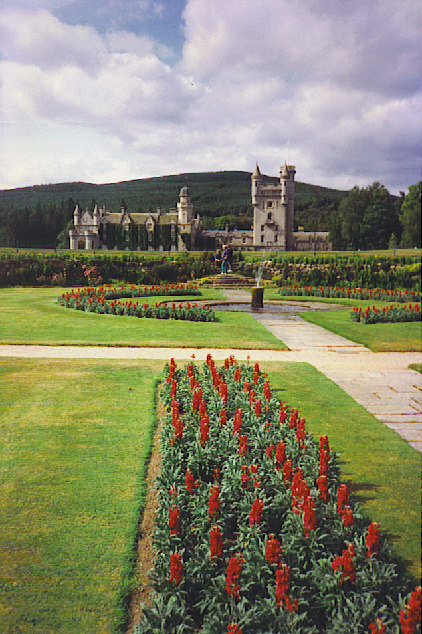
Park

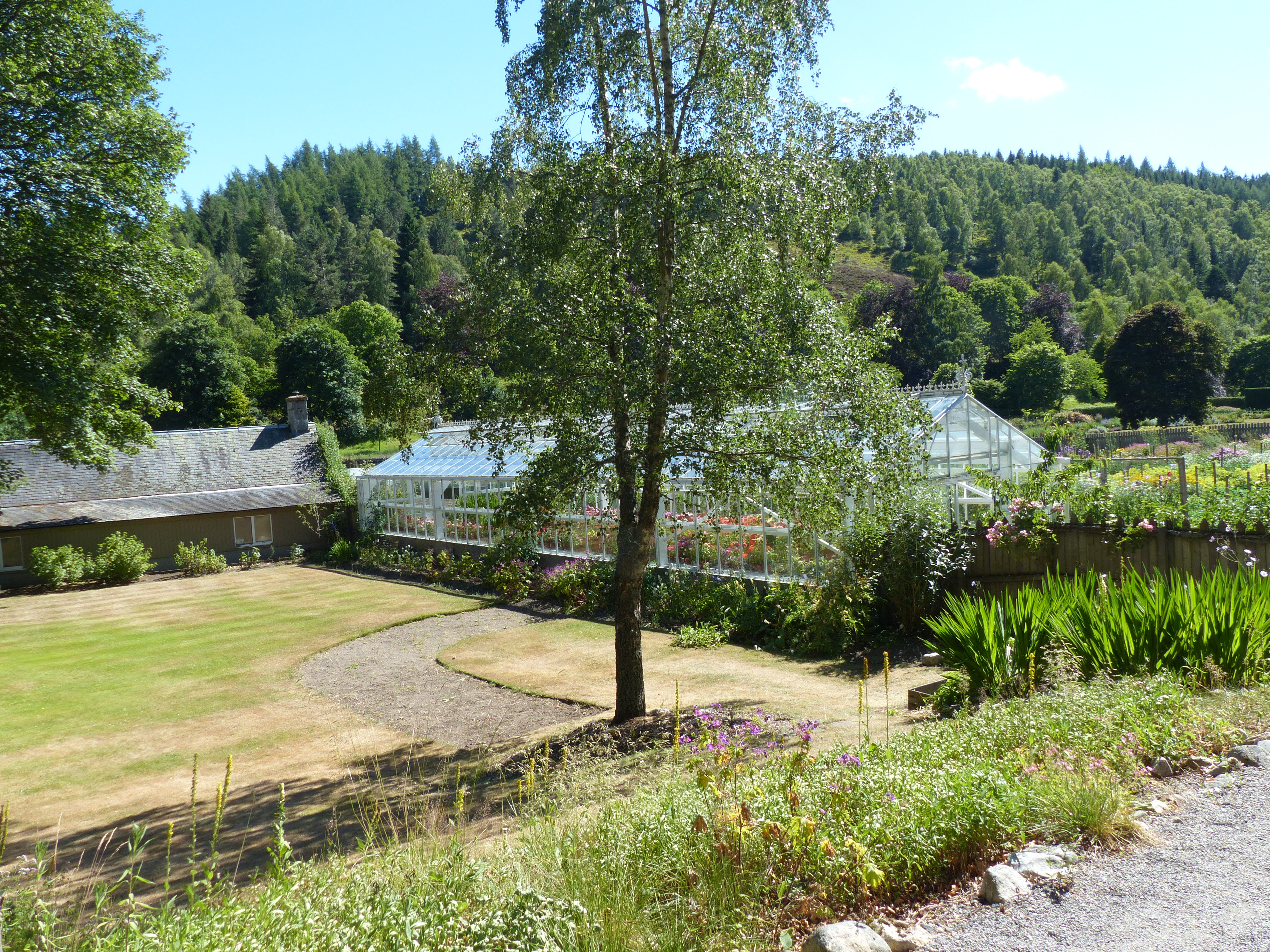
Gewächshäuser mit Blumen- und Gemüsegarten

Der ursprünglich von Queen Victoria angemietete Landsitz Balmoral war im Jahr 1830 von dem schottischen Architekten John Smith umgebaut worden. Mit Bau und Planung des heutigen Schlosses Balmoral wurde im Jahr 1853 sein Sohn William Smith beauftragt, seit 1852 Stadtarchitekt von Aberdeen und Schüler William Burns. Burns wandte sich während der Bauarbeiten an Prinz Albert und bezichtigte erfolglos seinen ehemaligen Schüler des Plagiats seiner Ideen.
Erste Skizzen zum Bau hatte Prinz Albert selbst zu Papier gebracht. Maßgebend wurde dabei der Scottish Baronial Stil mit neugotischen Elementen, die dabei eher deutschen denn englischen Vorbildern entlehnt sind; insbesondere den Fassadendetails wie den Türmen und der Gestaltung der Fenster galt sein Interesse.
Der Grundstein für den Neubau nordwestlich des bestehenden Herrenhauses wurde am 28. September 1853 gelegt. 1855 war der erste Bauabschnitt mit den königlichen Appartements fertiggestellt, im darauffolgenden Jahr folgte die Fertigstellung der Personalquartiere und des Turmes. Als Baumaterial wurde hauptsächlich Granit verwendet, der auf dem zum Balmoral Estate gehörenden Steinbruch von Invergelder gewonnen wurde.
Das Schloss besteht aus zwei dreietagigen, miteinander verschränkten quadratischen Baukörpern, die jeweils einen Innenhof umschließen. Der südwestliche Gebäudeteil beherbergt die offiziellen Räume und die königlichen Schlafräume, der nordwestliche Teil die Küche, Wirtschaftsräume, Lagerräume, Nebenräume und die Personalzimmer. An der Südostseite schließt sich der 24 Meter hohe Uhrturm an – als Vorlage für diesen diente der Turm von Craigievar Castle. Insgesamt umfasst Schloss Balmoral über 70 Zimmer.
1856 war das neue Schloss bezugsfertig, das alte Anwesen wurde kurz darauf abgerissen. Im Herbst 1857 wurde auch die von Isambard Kingdom Brunel entworfene neue Brücke über den Dee fertiggestellt, die Schloss Balmoral mit der rund 800 Meter östlich gelegenen Ortschaft Crathie verbindet.
Die Kosten für die Baumaßnahme überstiegen den Kaufpreis um mehr als das 15-Fache. Nur aufgrund einer großen Erbschaft, die Königin Victoria kurz zuvor erhalten hatte, konnten diese Maßnahmen finanziert werden. In den folgenden Jahrzehnten wurden um das Schloss bzw. auf dem Gesamtanwesen zahlreiche Nebengebäude neu errichtet und das Schloss selbst um einen Ballsaal erweitert.
Der Schlossgarten wurde erstmals 1931 für die Öffentlichkeit zugänglich gemacht und ist noch heute von April bis Ende Juli täglich geöffnet, danach kam Königin Elizabeth II. zu ihrem jährlichen Aufenthalt. Seit 2024 ist das Schloss für die Öffentlichkeit im Rahmen geführter Touren zugänglich. Es gibt Pläne, Balmoral Castle nach dem Tod von Königin Elisabeth II. in ein Museum umzuwandeln.
Seit 1987 ist das Schloss auf der Rückseite der von der Royal Bank of Scotland ausgegebenen 100-Pfund-Noten dargestellt.